# شانغراو
شانغراو (بالصينية: 上饶市 )‏ هي مدينة على مستوى محافظة، في جمهورية الصين الشعبية، تتبع جيانغشي، تبلغ مساحتها 22,791 كيلومتر مربع، رمزها البريدي هو 334000.

## التقسيمات الإدارية
- Xinzhou, Shangrao [الإنجليزية]‏
- Guangxin, Shangrao [الإنجليزية]‏
- Guangfeng, Shangrao [الإنجليزية]‏
- Yushan County [الإنجليزية]‏
- مقاطعة يانشان  [لغات أخرى]‏
- مقاطعة هنغفنغ  [لغات أخرى]‏
- Yiyang County, Jiangxi [الإنجليزية]‏
- Yugan County [الإنجليزية]‏
- Poyang County [الإنجليزية]‏
- Wannian County [الإنجليزية]‏
- محافظة وويوان [الإنجليزية]‏
- Dexing, Jiangxi [الإنجليزية]‏.

## أعلام
- تشنغ وي
- تشن هونغ